# Isolepis sepulcralis
Isolepis sepulcralis är en halvgräsart som beskrevs av Ernst Gottlieb von Steudel. Isolepis sepulcralis ingår i släktet borstsävssläktet, och familjen halvgräs. Inga underarter finns listade i Catalogue of Life.